# Cujo
Cujo es una novela de terror psicológico de 1981, escrita por Stephen King. La novela ganó el Premio British Fantasy en 1982, y fue hecha película en 1983.
La historia se enfoca en la familia Trenton: Victor, un diseñador de publicidad, su esposa, Donna, y su hijo de cuatro años, Tad. Los últimos son aterrorizados por Cujo, un san bernardo rabioso. El relato tiene lugar en la ciudad ficticia de Castle Rock, Maine, y se entremezcla con las vidas residentes de allí. No hay capítulos oficiales, sino que hay pasajes, que indican cuando el autor alterna a otro punto de vista.

## Argumento
La historia se desarrolla casi en su totalidad en la ciudad ficticia de Castle Rock, Maine en junio de 1980, en lo que se describe en el libro que ha sido el verano más caluroso documentado en la región durante el siglo XX. La acción se centra en Cujo, un gigantesco San Bernardo, que pertenece al mecánico Joe Camber y su familia. Aunque Joe quiere a Cujo, nunca se toma la molestia de vacunarlo contra la rabia.
Los Trenton, Donna, Victor y Tad, de cuatro años, también están teniendo problemas. Hace poco tiempo la familia se estableció en la ciudad y Donna no ha logrado aclimatarse al cambio lo que la llevó a iniciar una relación extramarital con Steve Kemp, su narcisista instructor de tenis, sin embargo al ver que esto es más un mal que una solución, rompe con él decidida a salvar su matrimonio con el hombre que realmente ama. Junto a esto, se suman los terrores nocturnos que Tad sufre cada noche ya que el fantasma de Frank Dodd se presenta en su dormitorio con la forma de un monstruo para acosarlo y prometer que lo asesinará como lo hizo con sus víctimas en vida.
Para su desgracia, cuando la convivencia con su familia comienza a mejorar, Steve escribe como venganza una carta a Victor donde revela la infidelidad de su mujer y se burla de él. En medio de esta tensión familiar, la agencia de publicidad de Victor está en crisis, una popular marca de cereal llamada Sharp, para la cual crearon comerciales notablemente populares, resultó ser dañina para los niños y esto perjudicó la imagen de su agencia por lo que se ve obligado a salir en un viaje de negocios a Boston y Nueva York, posponiendo él y Donna esta conversación hasta su regreso.
Un día, mientras Cujo perseguía a un conejo en los campos alrededor de la casa de los Camber, se le atasca la cabeza en una pequeña madriguera de piedra caliza y es mordido en el hocico por un murciélago portador de rabia. Mientras tanto, la esposa de Joe, Charity, desea un respiro de su esposo abusivo; ella está preocupada por la influencia negativa de Joe en su hijo, Brett, a quien le ha inculcado su resentimiento social y desprecio a la educación. Charity se las arregla para ganar la lotería estatal y sobornar a Joe (quien se opone dejarlo convivir con la familia de su esposa bajo la excusa que necesita su ayuda en el taller) para dejar que Brett y ella viajen a visitar a la hermana de Charity, Holly, en Connecticut; el objetivo de Charity es mostrar a su hijo que hay otras formas de ver la vida y otros ejemplos además de su resentido padre, quien cada día influye más en la mentalidad de su hijo y a quien ella aún no pierde la esperanza de convencerlo de que, contrario a lo que le ha enseñado su padre, no hay nada de malo en ir a la universidad y ser un profesional.
Joe acepta dejarlos ir ya que planea usar ese tiempo y dinero para ir a Boston de fiesta y visitar burdeles junto a Gary Pervier, su amigo y vecino alcohólico. Después que Charity y Brett se van de Castle Rock, Cujo entra en crisis por la rabia atacando y asesinando a Gary. Joe va hacia la casa de éste para iniciar su viaje, pero lo encuentra muerto y antes que pueda llamar a las autoridades para pedir ayuda, Cujo lo sorprende y asesina.
Donna, sola con Tad, lleva su Ford Pinto averiado a la casa de los Camber para que Joe lo repare durante los días que serían el punto álgido de la peor ola de calor del verano más caluroso del siglo. El auto se avería totalmente en el patio de los Camber y mientras Donna intenta encontrar a Joe, Cujo se precipita sobre ella, pero logra salvarse encerrándose en el coche junto a su hijo mientras el perro aprovecha ese tiempo para atacar el auto sin descanso. Durante un intento de escape, Donna es mordida en el estómago y en la pierna, pero se las arregla para sobrevivir y escapar hacia el auto. Aunque considera correr a la casa de los Camber descarta la idea temiendo que la puerta esté cerrada y al no poder entrar será asesinada por Cujo, dejando su hijo Tad solo; de esta manera acaban pasando toda la tarde encerrados en el sofocante auto con las ventanillas arriba y bajo el inclemente sol.
Victor regresa a Castle Rock tras llamar a la policía local pidiendo que revisen su casa ya que no ha podido comunicarse con Donna después de varios intentos. Al llegar descubre por la policía que su casa está deshabitada, así como que Steve había entrado en ella, convirtiéndose en sospechoso de haber secuestrado a Donna y Tad. Sin embargo, en un esfuerzo por explorar todas las pistas, la policía envía al sheriff George Bannerman a la casa de los Camber para inspeccionar la zona. Cuando George llega allí, Cujo lo ataca y logra matarlo. Donna, tras estar casi dos días encerrada ve como el calor y la deshidratación ponen rápidamente en peligro la salud de Tad, decide salir del coche y atacar a Cujo con el bate de béisbol que Brett había dejado tirado en el jardín, golpeando a Cujo y logrando asesinarlo. Victor llega a la casa de los Camber poco después y encuentra a Donna, sin embargo, ambos descubren que Tad ha muerto en la parte trasera del coche, sucumbiendo mientras Donna peleaba con Cujo.
Donna recibe tratamiento para sus heridas y las mordeduras infectadas por Cujo, recuperándose sin problemas y junto a Victor se ven obligados a seguir adelante sin Tad. Aunque su muerte los afecta en gran medida, tras algún tiempo deciden deshacerse de las pertenencias de su hijo como una forma de seguir adelante y tratar de superar su pérdida. Brett y Charity continúan viviendo en la granja; aunque significa una desgracia todo lo sucedido, Charity piensa que vivir sin la presencia de Joe implica un cambio positivo para ambos, confiando en poder llevar a su hijo por el buen camino ahora que carece del mal ejemplo de su padre e incluso ha comenzado a ahorrar, albergando la esperanza de convencerlo de ir a la universidad.
La historia acaba con Brett recibiendo como regalo un nuevo perro, llamado Willie (en honor a William Wolfe), de parte de su madre quien le asegura que es de raza pequeña y ha recibido todas las vacunas necesarias.

## Personajes
Cujo: Un amigable e inofensivo san bernardo de más de cien kilos y anormalmente grande incluso para su raza. Se vuelve asesino después de contraer una cepa peculiarmente virulenta y poco común de rabia por la mordida de un murciélago. Tras volverse loco, su apariencia mansa se pierde completamente convirtiéndose en una bestia rugiente, de ojos rojos y bañada en la sangre de sus víctimas.
Donna Trenton: La esposa de Victor Trenton. Anteriormente mantuvo una relación extramarital con Steve Kemp pero al inicio de la historia termina con su amante para salvar su matrimonio. Queda atrapada en su coche averiado durante dos días después de llegar al taller donde se esconde el rabioso Cujo.
Victor "Vic" Trenton: El marido de Donna. Está en un viaje relacionado con el trabajo cuando su esposa y su hijo se encuentran con Cujo en el taller de automóviles de los Camber. Al regresar descubre la desaparición de su familia, pero sus sospechas recaen sobre Steve Kemp, el examante de Donna.
Tad Trenton: El hijo de Donna y Victor. Queda atrapado en el auto con Donna en el taller de automóviles de los Camber. Sufre trastornos del sueño y terrores nocturnos, ya que es acosado durante las noches por el fantasma de Frank Dodd. Al ser atacados por Cujo en su auto señala que esa es la forma que Frank toma por las noches para asustarlo.
Joe Camber: Mecánico y propietario de la tienda de autos donde Donna y Tad se encuentran con Cujo. Un hombre amargado y resentido contra cualquiera que tenga mejor situación económica que él, no siente amor hacia su esposa e inculca su resentimiento social a su hijo. Decide usar el viaje de su familia para ir a los burdeles de Boston, aunque es asesinado por su perro antes de salir.
Charity Camber: Esposa de Joe. Teme que su hijo acabe convertido en alguien como su padre, por lo que lo convence de que los deje visitar a la familia de su hermana para mostrarle otra perspectiva de la vida, como consecuencia no queda nadie en su casa para notar que Cujo ha enfermado.
Brett Camber: Hijo de Joe y Charity, un buen muchacho, pero las ideas de su padre han comenzado a influenciar su personalidad, lo que preocupa a su madre. Cujo es el perro de Brett.
Gary Pervier: Vecino y mejor amigo de Joe. Algo cínico, alcohólico y amargado, pero mucho mejor persona que Joe. Es veterano de la guerra de Vietnam y tras ser herido recibió una medalla que fundió para hacer un cenicero. Cujo suele pasear libremente por su casa y hacerle compañía por lo que es el primero en notar los síntomas iniciales de la infección al oír como Cujo, por primera vez desde que nació, emite un gruñido. La tarde que Charity y Brett salen de viaje es asesinado por el San Bernardo.
Frank Dodd: Expolicía de Castle Rock que fue descubierto como el "estrangulador de Castle Rock", un asesino en serie que traumatizó la ciudad durante la década de 1970 hasta que fue desenmascarado y se suicidó antes del inicio de la novela. Por las noches su fantasma aparece en el cuarto de Tad como una figura corpulenta, cuadrúpeda y de ojos rojos que lo acosa y le provoca episodios de pánico que solo Victor puede controlar. 
George Bannerman: Actual sheriff de Castle Rock. Una vez trabajó con Dodd y finalmente descubrió la culpa de Dodd en los asesinatos de Castle Rock. Es asesinado por Cujo en su intento de localizar a Donna y Tad.
Steve Kemp: El hombre con el que Donna tenía una aventura. Trabaja como instructor de tenis y es un narcisista a tal punto que cae en depresión al descubrir que le han salido algunas canas; por su egolatría le es incomprensible que Donna o cualquier mujer no desee tener relaciones con él; en venganza envía cartas anónimas a Victor revelando su aventura y burlándose de él y mientras éste se encuentra de viaje y su familia desaparecida irrumpe la casa de los Trenton y comete vandalismo, lo que lo convierte en el principal sospechoso de la desaparición de Donna y Tad.
Roger Breakstone: Amigo de Victor y compañero de trabajo. Acompaña a Victor en su viaje relacionado con el trabajo.

## Relación con otras obras de Stephen King
- Cujo hace referencia a la novela anterior de King, La zona muerta, en varias ocasiones. Por ejemplo, al asesino en serie Frank Dodd.[2]

- King menciona a Cujo en Mientras escribo, explicando que "apenas recuerda haberla escrito" ya que fue escrita durante un período en que bebía demasiado. King dijo que le gusta el libro y que desería poder recordar las partes buenas mientras las escribía.[3]

- Cujo también se menciona en The Body, una historia corta en Different Seasons, cuando el autor utiliza la historia de Cujo en una comparación de tiempos.

- King hizo referencia a los perros en su novela de 1983 Cementerio de animales, donde se habla de Cujo cuando Jud dice "un gran y viejo San Bernardo que se puso rabioso hace un par de años y mató a cuatro personas" mientras habla con Louis Creed sobre otros animales que han muerto anteriormente.

- En La tienda de los deseos malignos se habla ocasionalmente de "Cujo, ese perro que tenía rabia."

- En el relato Mrs. Todd's Shortcut se menciona la muerte de Joe Camber por Cujo.

- En la novela The Dark Half la muerte de George Bannerman es mencionada mientras se introduce el personaje del sheriff Alan Pangborn.

- En The Sun Dog Pop Merill recuerda a Cujo cuando ve una fotografía de un perro atacando por lo que piensa "sí esto es lo que Donna y Tad ven en el patio de Joe Camber. También se supone que Sun Dog es el fantasma de Cujo".
- En Serpientes de Cascabel (uno de los cuentos del libro Si te Gusta la Oscuridad) continua la vida de Victor Trenton, más de 40 años después.

## Inspiración y dedicatoria
El nombre de Cujo está basado en el alias de William Wolfe, uno de los hombres responsables por orquestar el secuestro y adoctrinamiento de Patty Hearst en el Ejército Simbionés de Liberación.
El libro está dedicado al hermano de King, David: "Este libro es para mi hermano, David, que sostuvo mi mano cruzando West Broad Street, y que me enseñó como hacer ganchos celestiales de perchas. El truco era tan condenadamente bueno que nunca paré. Te amo, David."

## Adaptación cinematográfica
La película fue llevada al cine en 1983, dirigida por Lewis Teague y con las actuaciones de Dee Wallace-Stone, Daniel Hugh-Kelly, Christopher Stone, Ed Lauter y Danny Pintauro. La trama de la película sigue con bastante fidelidad los eventos de la novela, aunque reescribe el desenlace eliminando los sucesos trágicos en que culmina la obra original.
Cujo fue un éxito modesto de taquilla en los Estados Unidos, abriendo en el segundo lugar esa semana. Recaudó un total de $21.156.152 de forma doméstica, convirtiéndola en la cuarta película de horror más exitosa de 1983 tras Jaws 3-D, Psycho II y Twilight Zone: The Movie.
En Rotten Tomatoes, la película tiene un porcentaje de aprobación del 58% basado en 31 reseñas con un índice de audiencia promedio de 5.6/10. El crítico Leonard Maltin le dio a la cinta tres estrellas de cuatro posibles, llamándola "genuinamente terrorífica". Pese a las reseñas divididas, Stephen King se ha referido a la película como una de sus favoritas basada en su obra literaria.